# Smerinthus
Genre
Le genre Smerinthus regroupe des insectes lépidoptères de la famille des Sphingidae, sous-famille des Smerinthinae et de la tribu des Smerinthini.

## Systématique
- Le genre Smerinthus a été décrit par l'entomologiste français Pierre André Latreille, en 1802[1].
- L'espèce type pour le genre est Smerinthus ocellatus (Linnaeus, 1758).

### Synonymie
- Dilina Dalman, 1816 [2]
- Merinthus Meigen, 1830 [3]
- Bebroptera Sodoffsky, 1837 [4]
- Copismerinthus Grote, 1866[5]
- Eusmerinthus Grote, 1877 [6]
- Bellia Tutt, 1902 [7]
- Daddia Tutt, 1902 [7]
- Nicholsonia Tutt, 1902[7]
- Bellinca Strand, 1943[8]
- Niia Strand, 1943[9]

## Taxinomie
Liste des espèces
- Smerinthus astarte Strecker, 1885.
- Smerinthus atlanticus Austaut, 1890.
- Smerinthus caecus Ménétriés, 1857.
- Smerinthus cerisyi Kirby, 1837.
- Smerinthus jamaicensis (Drury, 1773).
- Smerinthus kindermannii Lederer, 1853.
- Smerinthus minor Mell, 1937.
- Smerinthus ocellatus (Linnaeus, 1758) — Sphinx demi-paon.
- Smerinthus ophthalmica Boisduval, 1855.
- Smerinthus planus Walker, 1856.
- Smerinthus saliceti Boisduval, 1875.
- Smerinthus szechuanus (Clark, 1938).
- Smerinthus tokyonis Matsumura, 1921.
- Smerinthus vancouverensis Butler, 1877.

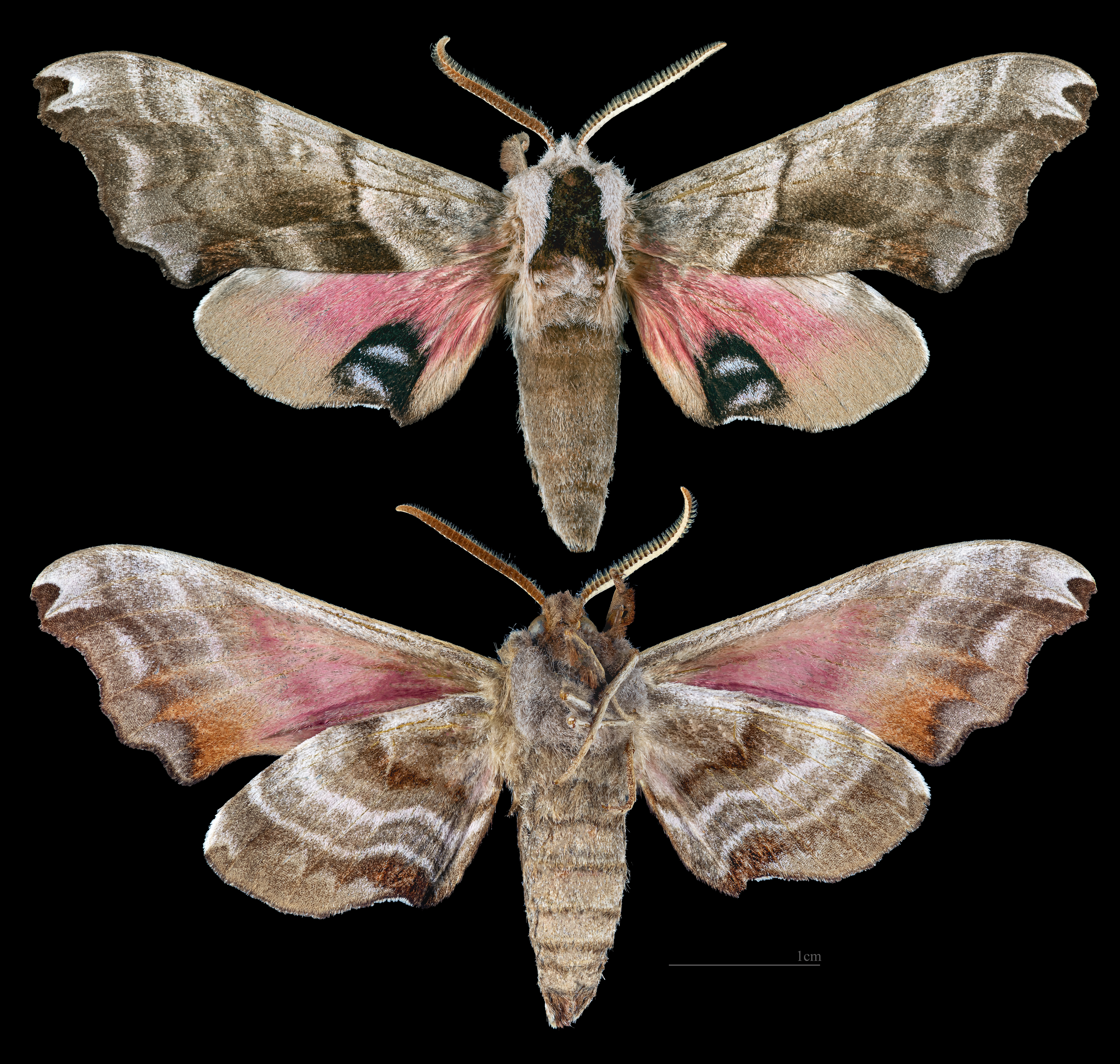
Smerinthus caecus
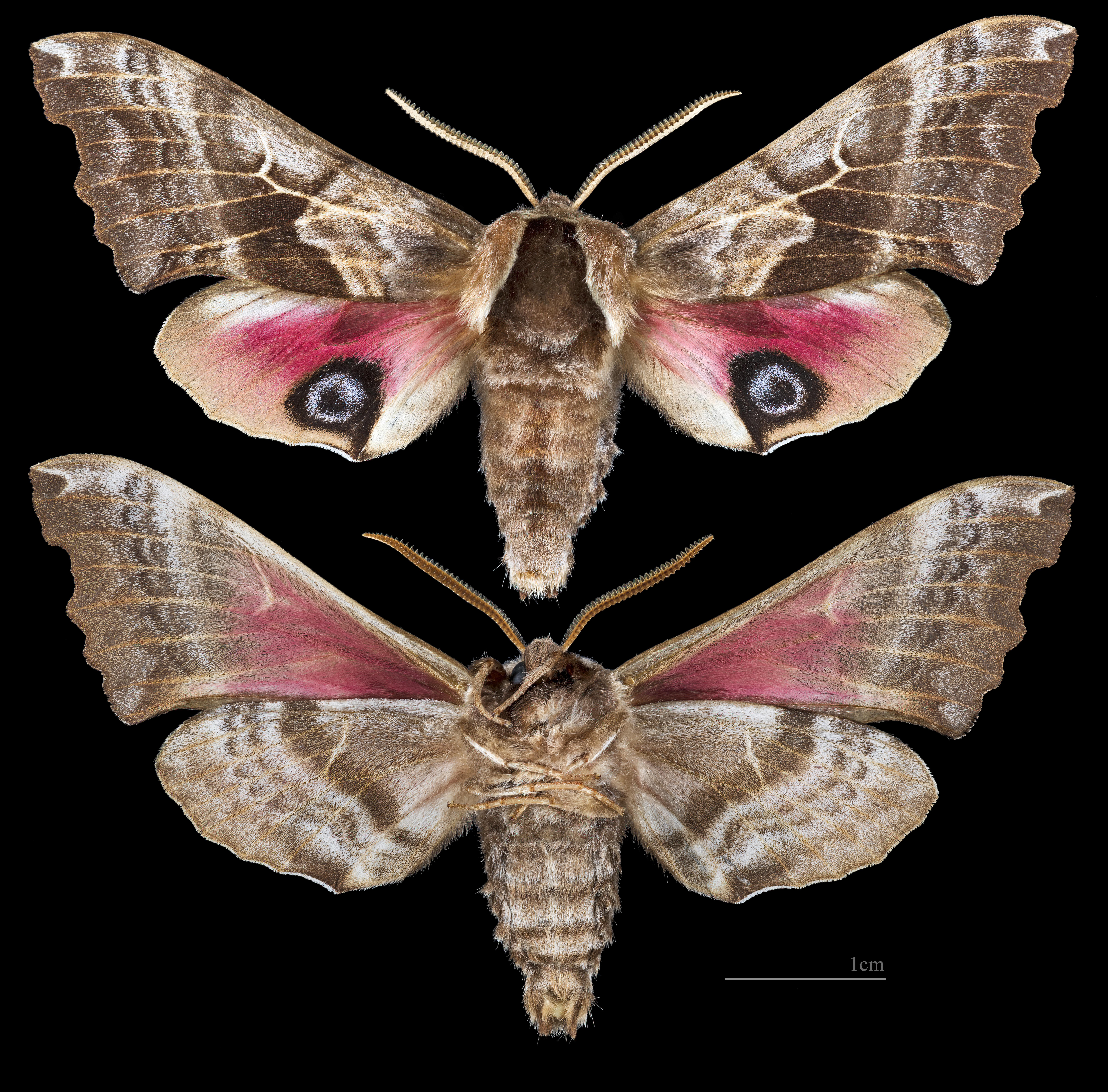
Smerinthus cerisyi
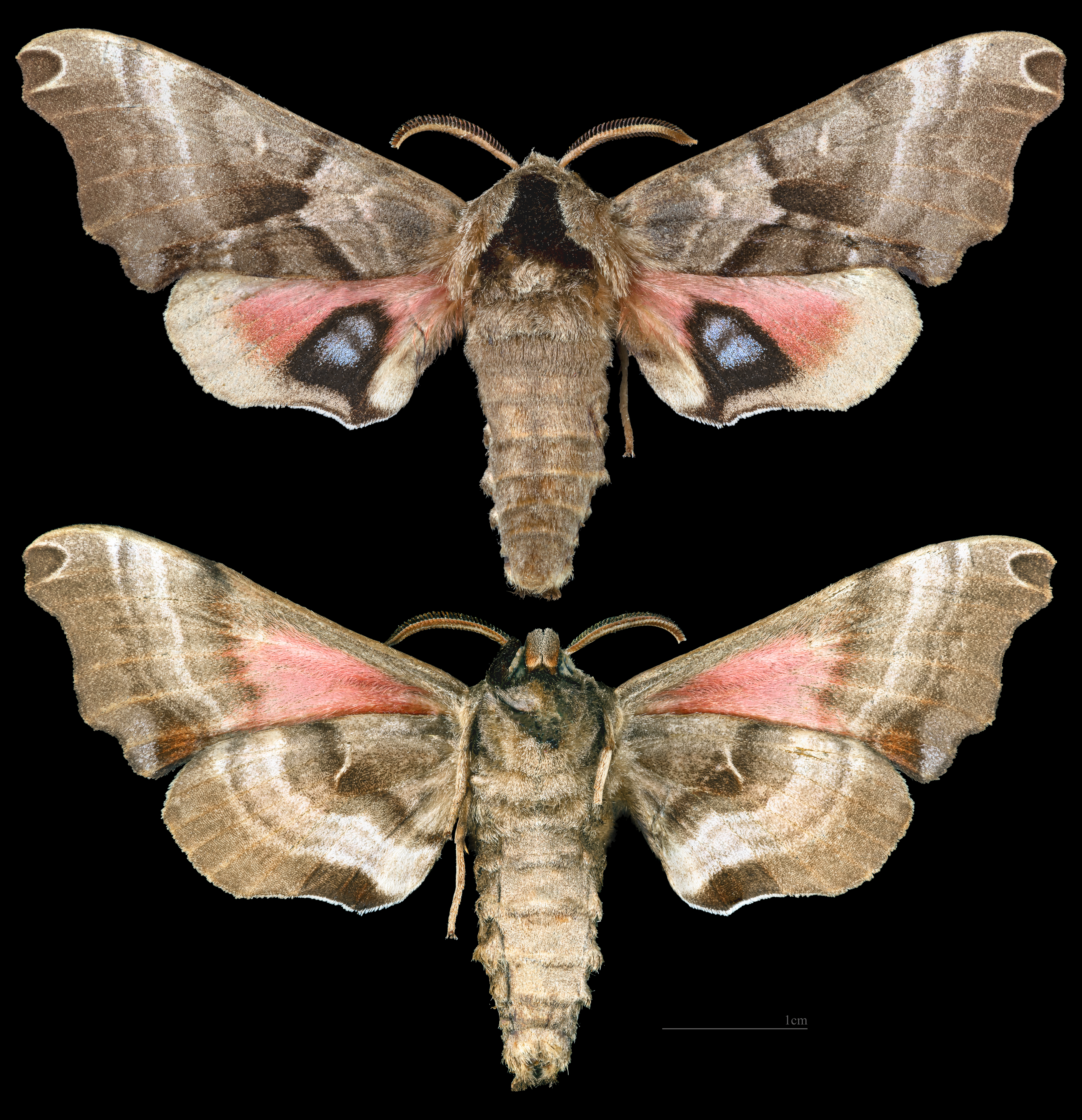
Smerinthus jamaicensis
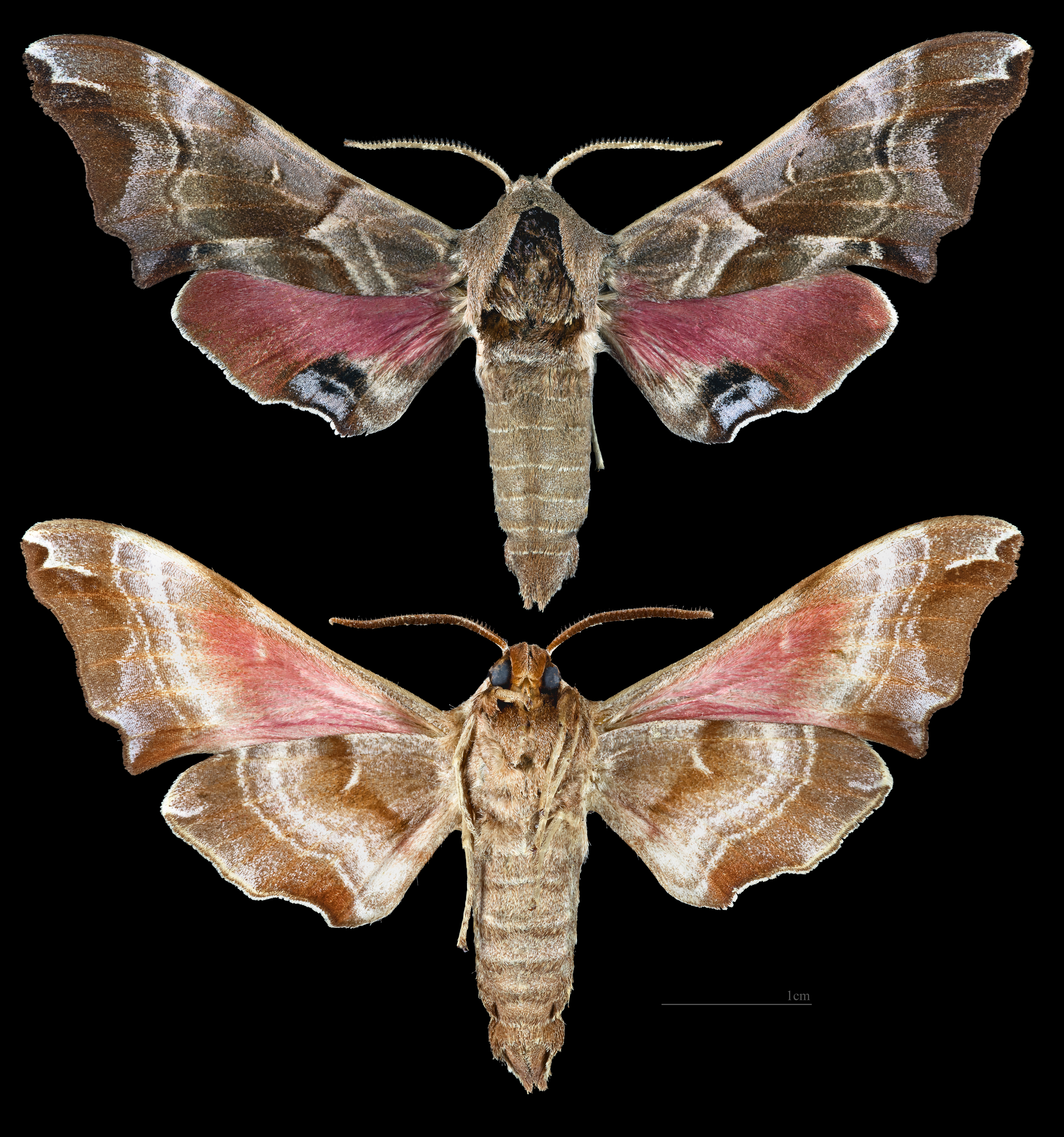
Smerinthus kindermannii
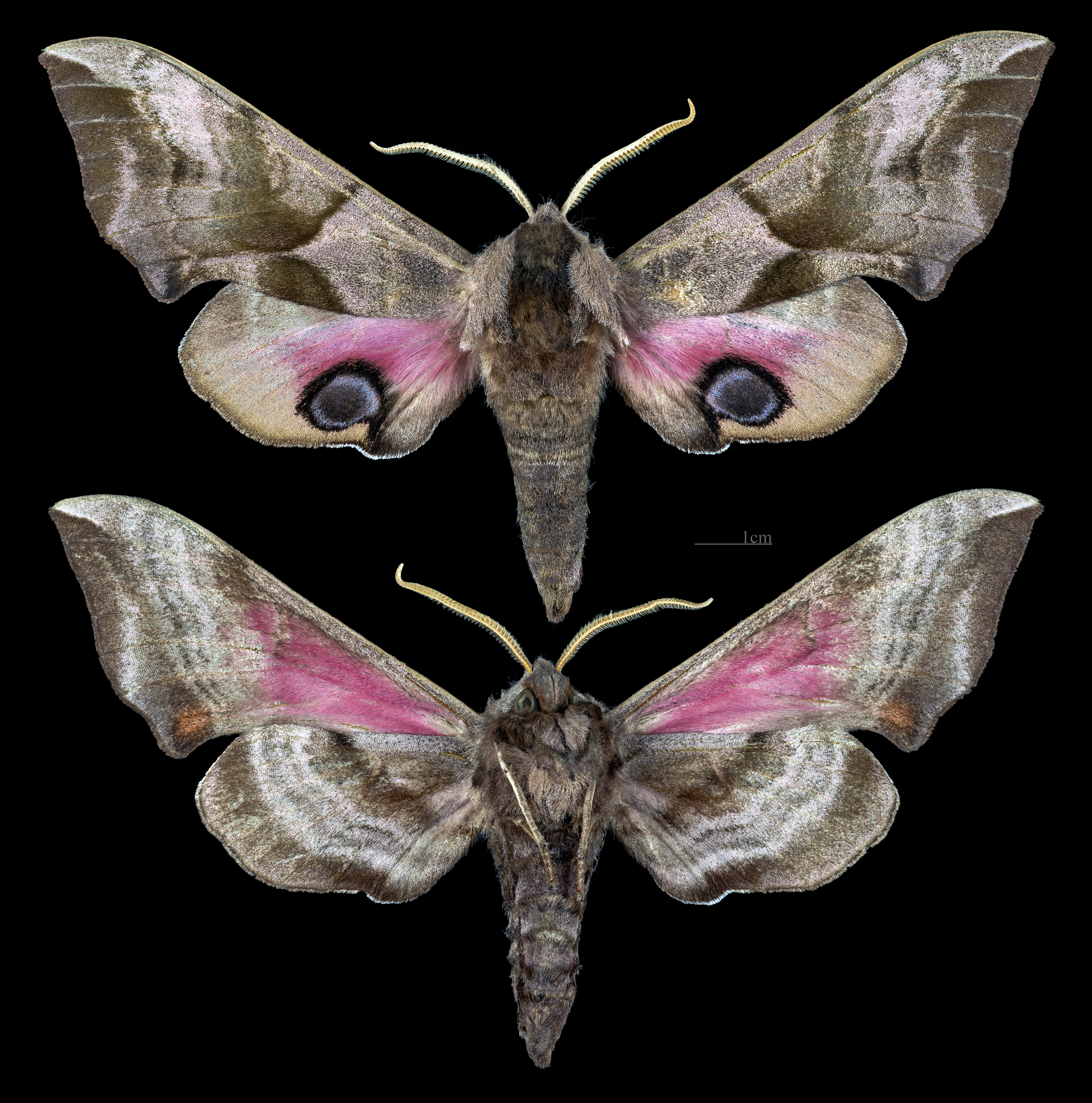
Smerinthus ocellatus
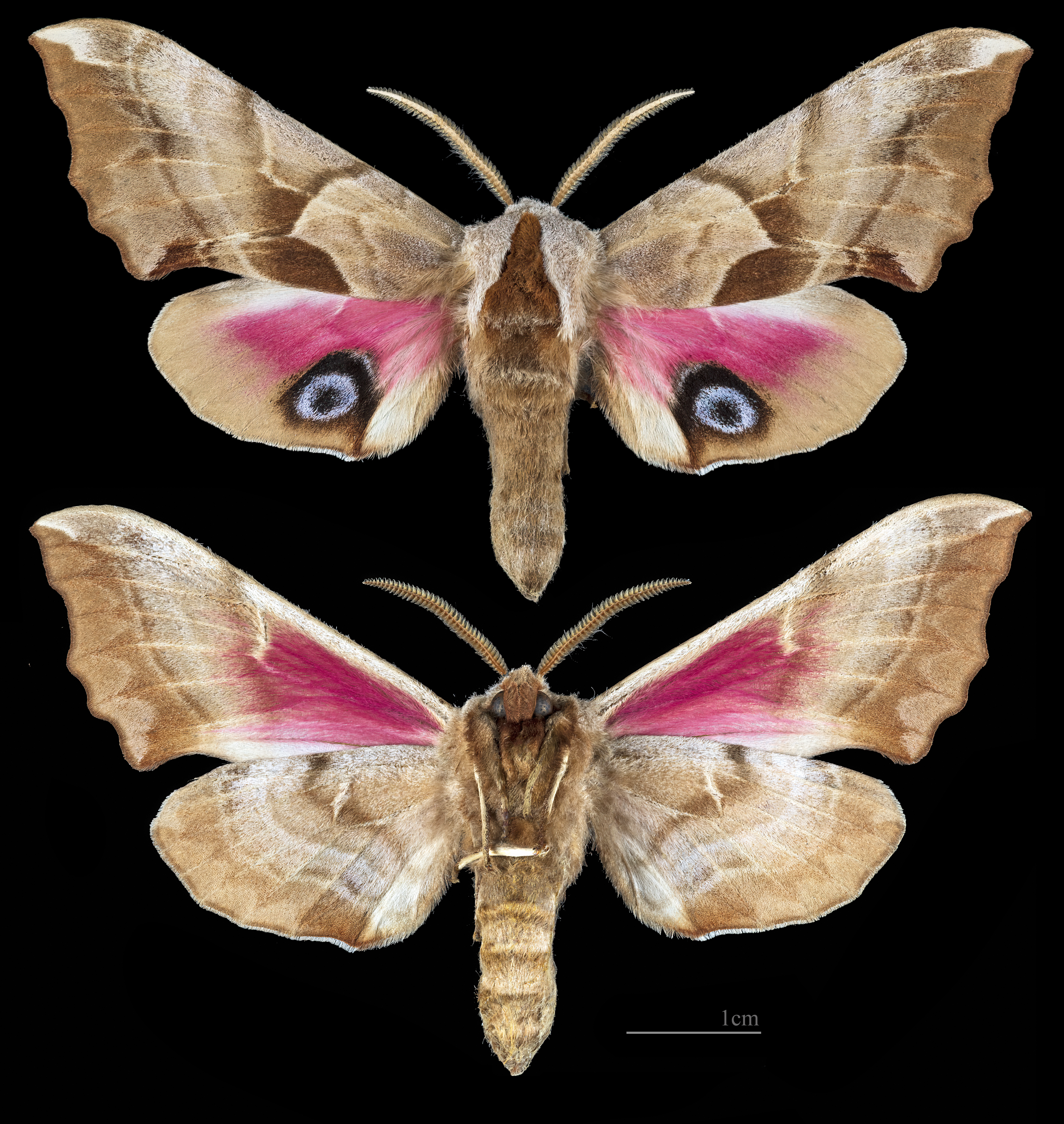
Smerinthus ophthalmica
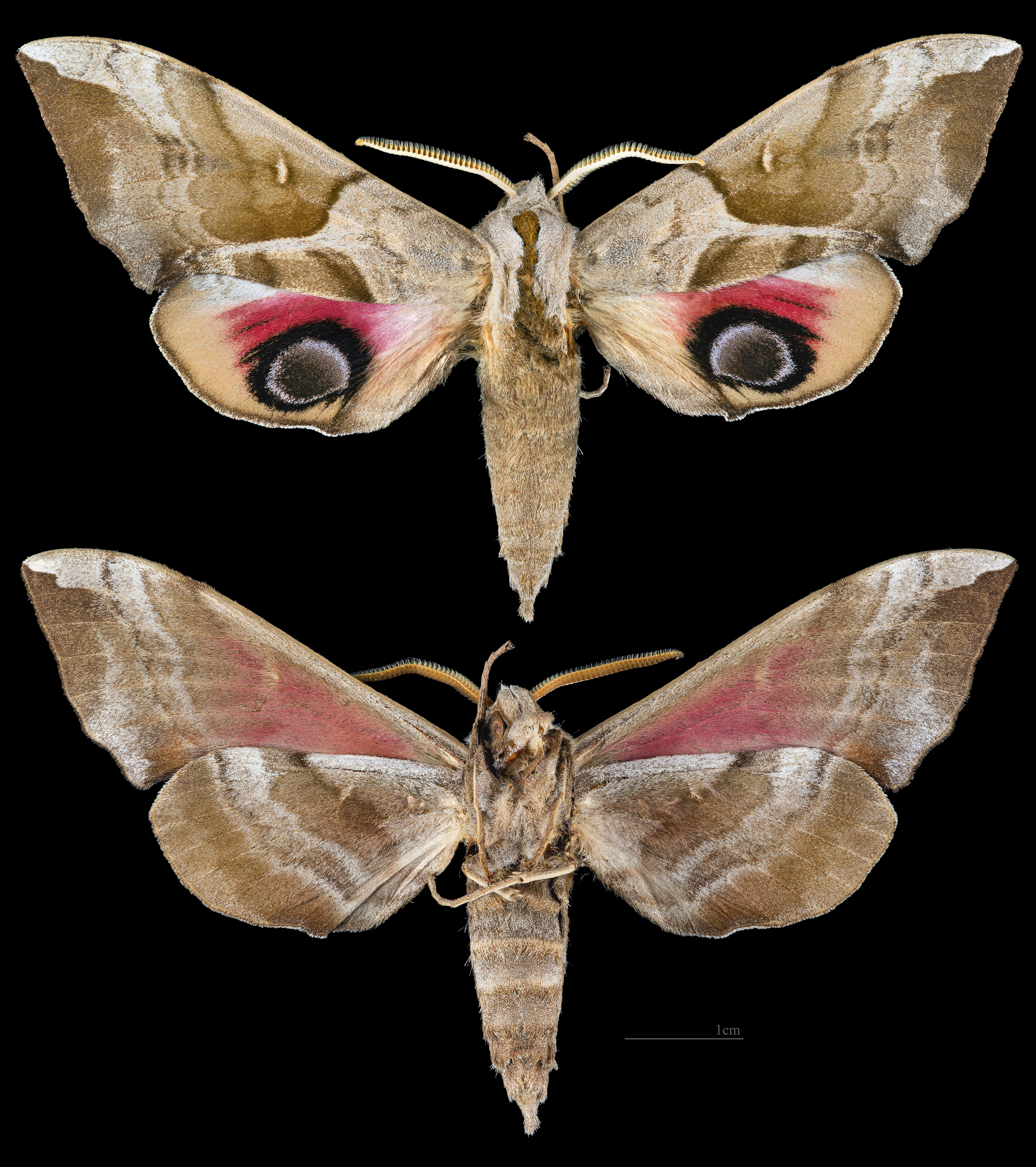
Smerinthus planus
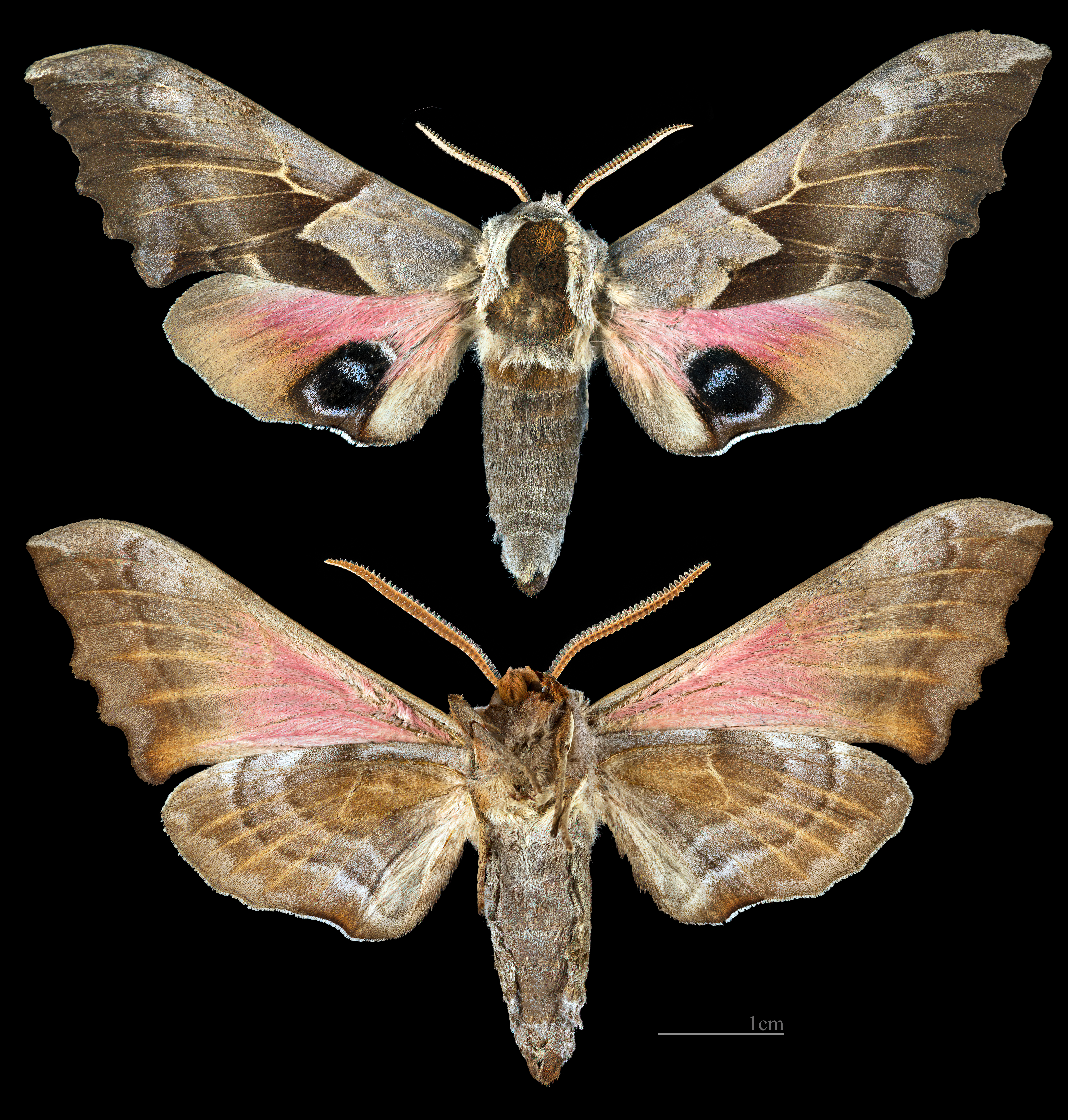
Smerinthus saliceti
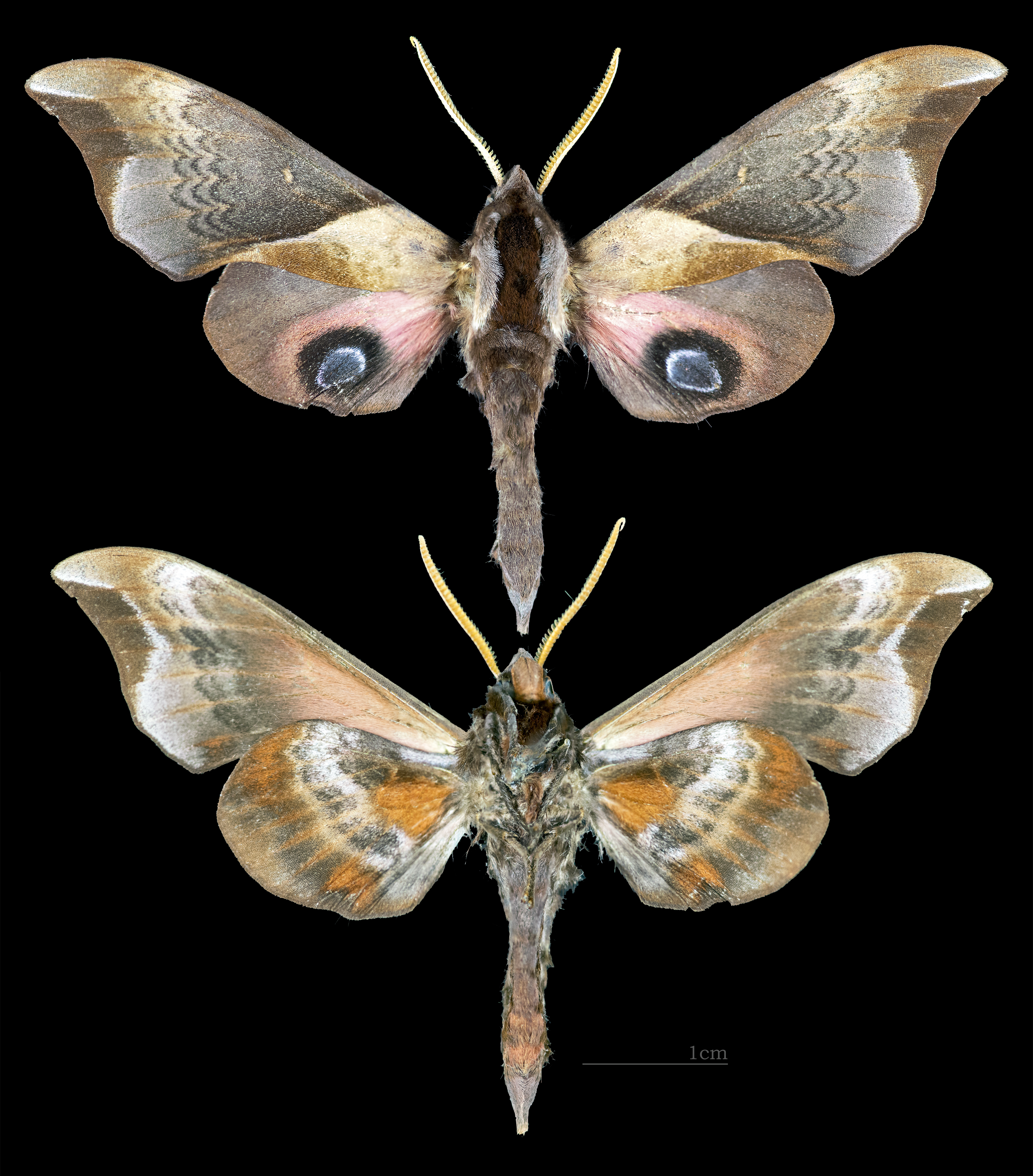
Smerinthus szechuanus
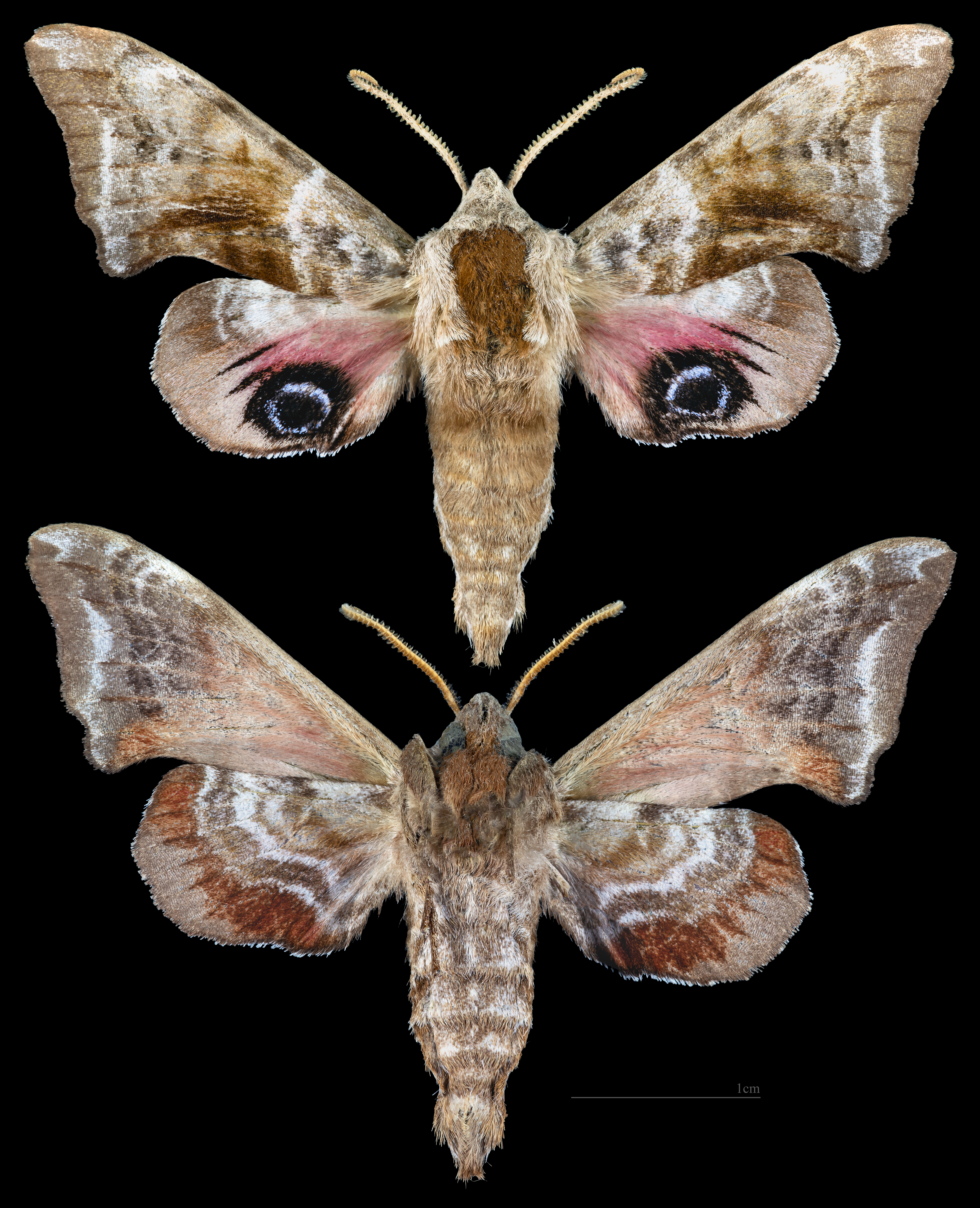
Smerinthus tokyonis